# 新潟県道205号高根村上線
新潟県道205号高根村上線（にいがたけんどう205ごう たかねむらかみせん）は、新潟県村上市内を通る一般県道である。

## 概要

### 路線データ
- 起点：新潟県村上市高根字小山
- 終点：新潟県村上市上片町（新潟県道3号新潟新発田村上線交点）
- 終点（バイパス）：新潟県村上市久保多町（新潟県道3号新潟新発田村上線交点）

## 地理

### 通過する自治体
- 新潟県村上市

### 接続する道路
- 村上市道（起点：村上市高根字小山、「高根簡易郵便局」南方）
- 新潟県道291号関口早稲田線（村上市関口字中道）
- 新潟県道507号写川中原線（村上市中原）
- 新潟県道208号小揚猿沢線（村上市岩沢 - 村上市下新保で重複）
- 新潟県道349号鶴岡村上線（小川交差点）
- 国道7号（古渡路交差点）
- 新潟県道3号新潟新発田村上線（終点：上片町交差点）

バイパス（村上市小川 - 村上市久保多町）
- 村上市道（村上市小川）
- 新潟県道3号新潟新発田村上線（終点：村上市久保多町）

### 周辺
- 日本海東北自動車道
  - 朝日三面IC - 村上山辺里IC
- 村上市役所 朝日支所（旧・朝日村役場）
- 村上市立朝日中学校
- 村上市立村上東中学校
- 村上市立朝日みどり小学校
- 村上市立小川小学校
- 村上信用金庫 東支店
- JAにいがた岩船 朝日支店
- 関口郵便局
- 朝日郵便局
- 村上久保多町郵便局
- 高根簡易郵便局
- コメリホームセンター 村上店
- 三面川
- 三面川東河川緑地